# Alien Earth
Alien Earth (titre original : Alien Earth) est un roman de science-fiction de l'écrivain américain Megan Lindholm, plus connue sous le nom de Robin Hobb, et publié aux États-Unis en 1992 puis en France en 2006. Ce roman constitue la seule incursion de l'auteur dans le domaine de la science-fiction.

## Résumé
La Terre, devenue inhabitable, a été abandonné par les humains qui, grâce aux Arthroplanes, une race insectoïde aidée par des créatures appelées Aniles, ont pu être évacués vers Castor et Pollux, deux planètes jumelles. Mais en contrepartie, il leur a fallu abandonner bon nombre de libertés et accepter de muter pour moins dépendre de leurs émotions. Un groupe de réfractaires, appelé Terra Informa, met en place une expédition spatiale vers la Terre afin de vérifier si elle est de nouveau habitable. Une nouvelle aventure commence.

## Éditions
- Alien Earth, Bantam Spectra, 1er juin 1992, 385 p.  (ISBN 0-553-29749-X)
- Alien Earth, Télémaque, 29 juin 2006, trad. Claudine Richetin, 491 p.  (ISBN 978-2-7533-0032-3)
- Alien Earth, Le Livre de poche, coll. « SF » no 27057, 12 mars 2008, trad. Claudine Richetin, 542 p.  (ISBN 978-2-253-12264-7)
- Alien Earth, ActuSF, coll. « Perles d'épice », 3 juillet 2020, trad. Claudine Richetin, 428 p.  (ISBN 978-2-37686-264-2)